# François Chabot
François Chabot, fransk revolutionsman, född 23 oktober 1756 i Saint-Geniez-d'Olt (dep. Aveyron), död 5 april 1794, var fransk politiker. 
Chabot var först kapucinermunk och blev  generalvikarie hos den konstitutionelle biskop Henri Grégoire i Blois. Han anslöt sig till revolutionen, lade av munkkåpan och gifte sig med systern till en österrikisk bankir. 1791 invald i lagstiftande församlingen och 1792 i nationalkonventet, utmärkte han sig för sitt nit att ange aristokrater samt predika uppror och våldsamhet. Han var en av de verksammaste medlemmarna av Cordelierklubben, där han kallades "den rasande munken".
Partinamnen "montagnarder" och "sansculotter" lär ha C. till upphovsman. Det var på hans förslag, som Notre-Dame förvandlades till ett tempel för förnuftskulten. Hans egennytta och oredlighet gav Robespierre anledning att anklaga honom inför konventet, som dömde honom tillsammans med hans vänner dantonisterna till döden, varefter han giljotinerades 5 april 1794. 1792 utgav han Journal populaire, ou le catéchisme des sansculottes (12 häften).